# 黃腹吸汁啄木鳥
黃腹吸汁啄木鳥（學名Sphyrapicus varius）是分布在加拿大和美國東部的一種啄木鳥，是四種吸汁啄木屬的其中一種 。

## 分類
|  | \| \| 紅胸吸汁啄木鳥（英语：Red-breasted sapsucker） Sphyrapicus ruber \| \| \| \| \| \| 紅頸吸汁啄木鳥（英语：Red-naped sapsucker） Sphyrapicus nuchalis \| \| \| \| |
|  | |
|  | 黃腹吸汁啄木鳥 Sphyrapicus varius                                                                                            |
|  | |
|  | 紅胸吸汁啄木鳥 Sphyrapicus ruber                                                                                             |
|  | |
|  | 紅頸吸汁啄木鳥 Sphyrapicus nuchalis                                                                                          |
|  | |

|  | 紅胸吸汁啄木鳥 Sphyrapicus ruber    |
|  |                                     |
|  | 紅頸吸汁啄木鳥 Sphyrapicus nuchalis |
|  |                                     |

|  | \| \| 紅胸吸汁啄木鳥（英语：Red-breasted sapsucker） Sphyrapicus ruber \| \| \| \| \| \| 紅頸吸汁啄木鳥（英语：Red-naped sapsucker） Sphyrapicus nuchalis \| \| \| \| |
|  | |
|  | 黃腹吸汁啄木鳥 Sphyrapicus varius                                                                                            |
|  | |
|  | 紅胸吸汁啄木鳥 Sphyrapicus ruber                                                                                             |
|  | |
|  | 紅頸吸汁啄木鳥 Sphyrapicus nuchalis                                                                                          |
|  | |

|  | 紅胸吸汁啄木鳥 Sphyrapicus ruber    |
|  |                                     |
|  | 紅頸吸汁啄木鳥 Sphyrapicus nuchalis |
|  |                                     |

黃腹吸汁啄木鳥是四種吸汁啄木屬的一種，最早是1766年由卡尔·林奈命名，一開始被認為是單型種紅胸吸汁啄木鳥和紅頸吸汁啄木鳥被認為是黃腹吸汁啄木鳥的亞種，有時黃腹吸汁啄木鳥會和紅胸吸汁啄木鳥和紅頸吸汁啄木鳥雜交。在吸汁啄木屬中威氏吸汁啄木鳥是最基礎的，這意味者它是該屬的共同祖先中最早的分支，而最後演化的是紅胸吸汁啄木鳥和紅頸吸汁啄木鳥。

## 危害
由於黃腹吸汁啄木鳥的攝食習性會對樹木造成傷害，並吸引昆蟲，因此有時被認為是害蟲。吸汁啄木鳥攝食時會對樹皮環剝，這個情況發生時會對樹幹周圍的樹皮造成傷害，造成樹木死亡。

## 現況與保護
黃腹吸汁啄木鳥是國際自然保護聯盟的最低關注物種，雖然它的數量減少，但它的數量還是很多，範圍達 7,830,000平方（3,020,000平方英里），儘管在繁殖時不易發現。它的遺傳多樣性較低，大約是其他鳥類的一半。
在美國，根據1918年候鳥條約法列出的鳥類中，在沒有許可的情況下殺害或持有黃腹吸汁啄木鳥是違法的。